# محاصره قلعه کوزوکی
محاصره قلعه کوزوکی، نبرد قلعه کوزوکی (به ژاپنی: 上月城の戦い Kōzuki-jō no Tatakai) در ۱۵۷۸، در پی حمله موری تروموتو رهبر خاندان موری به قلعه کوزوکی در ولایت هاریما رخ داد.

## زمینه، نخستین محاصره قلعه کوزوکی
تویوتومی هیده‌یوشی در ادامه جنگ‌های وحدت از ولایت هاریما به ولایت تاجیما حمله کرد و قلعه ایواشو را مورد حمله قرار داد و قلعه متعلق به اوتا گاکیشی را وادار به تسلیم کرد. وی توانست کنترل قلعه هیمه‌جی را از کورودا یوشیتاکا (دایمیوی ولایت هاریما) که مدتها با او در تعامل بود، گرفته و در اختیار خود بگیرد. در هاریما، برخی از نیروهای سامورایی از وی پیروی نکردند. هیده‌یوشی در نخستین محاصره قلعه کوزوکی این نیروها را نابود کرد. در سال ۱۵۷۷ در هنگام حمله به چوگوکو قلعه کوزوکی محل سکونت آکاماتسو ماسانوری بود که بعد از حمله هاشیبا هیده‌یوشی قلعه سقوط کرد و صاحب قلعه همراه با خانواده‌اش خودکشی کردند.

## دومین محاصره قلعه کوزوکی
پس فتح قلعه هیده‌یوشی این قلعه به آماگو کاتسوهیسا واگذار شد سال بعد ۱۵۷۸ قلعه مورد حمله خاندان موری قرار گرفت و قلعه سقوط کرد. آماگو کاتسوهیسا دست به هاراکیری زد. در این حمله همچنین یاماناکا یوکیموری نیز دستگیر شد و سپس به قتل رسید. پس از آن قلعه متروک شد.